# Wulidun, Hunan
Wulidun (kinesiska: 五里墩, 五里墩乡) är en socken i Kina. Den ligger i provinsen Hunan, i den södra delen av landet, omkring 48 kilometer sydost om provinshuvudstaden Changsha. Antalet invånare är 8735. Befolkningen består av 4 204 kvinnor och 4 531 män. Barn under 15 år utgör 13,0 %, vuxna 15-64 år 78 %, och äldre över 65 år 7,0 %.
Genomsnittlig årsnederbörd är 1 875 millimeter. Den regnigaste månaden är maj, med i genomsnitt 330 mm nederbörd, och den torraste är oktober, med 39 mm nederbörd.